# Suchiničskij rajon
Il Suchiničskij rajon (in russo Сухиничский район?) è un rajon dell'Oblast' di Kaluga, nella Russia europea; il capoluogo è Suchiniči. Istituito nel 1929, ricopre una superficie di 1.232 chilometri quadrati.